# Ritratto di donna (Sebastiano del Piombo)
Il Ritratto di donna è un dipinto a olio su tela (68x55 cm) di Sebastiano del Piombo, datato 1512 (sulla manica, in oro) e conservato nella Galleria degli Uffizi a Firenze.

## Storia
Nell'inventario del 1589 l'opera era riferita a Raffaello, poi, fino al 1784, a Giorgione. Il direttore della galleria Tommaso Puccini nel 1793 tornò alla primitiva attribuzione a Raffaello, esponendola in Tribuna e dichiarando che si trattava del ritratto descritto dal Vasari della Fornarina, l'amante di Raffaello.
Missirini vi riconobbe invece Vittoria Colonna e, sviato dall'identificazione, attribuì l'opera al disegno di Michelangelo e alla stesura di Sebastiano. Passavant e Garas mantennero la tradizionale attribuzione a Raffaello. Studiosi più recenti, quali Morelli, Berenson, Venturi e Lucco hanno infine chiarito il lungo equivoco, assegnando senza riserve l'opera a Sebastiano del Piombo. Nonostante ciò talvolta il dipinto è ancora indicato col titolo tradizionale settecentesco di Fornarina.
Lucco indicò una copia del dipinto, forse autografa, nel Museo di Palazzo Venezia a Roma.

## Descrizione e stile
Sicuramente il dipinto degli Uffizi ha una base raffaellesca, riconoscibile nella posa, nell'illuminazione e nell'attenzione riservata alla resa degli effetti materici del vestiario, come nella pelliccia che la donna tiene appoggiata su una spalla. L'effetto col quale la donna emerge dallo sfondo scuro ricorda lo sfumato leonardesco. Incontrovertibilmente veneto è invece il colore denso e corposo, soprattutto nell'incarnato, che rende possibile il solo di Sebastiano nei primi anni del suo soggiorno romano, quando lavorava per Agostino Chigi.
Non si sa chi sia l'effigiata, rappresentata a mezza figura con la testa elegantemente inclinata in avanti e lo sguardo ruotoato verso lo spettatore. L'unico indizio è il fatto che indossa una coroncina di rametti con foglioline, probabilmente alloro, e quindi riferibile a una poetessa.
Indossa un'ampia camicia bianca plissettata e bordata alla scollatura da un nastrino verde scuro con ricami dorati, mentre al gomito è legata a sbuffo. Porta poi una veste con spalline che arriva a metà del petto. Con il braccio destro regge la pelliccia, realizzata con grande perizia ricorrendo a pennellate ruvide. Discreti sono i gioielli indossati, adeguati a una classe medio-alta, non certo a una regnante: al dito mignolo essa mostra un anello con pietra preziosa, agli orecchi due pendenti di perle, nella scollatura un filo dorato.